# Rocket Power (album)
Albums de Quavo
Only Built for Infinity Links
(2022)
Singles
1. Greatness
Sortie : 22 février 2023
2. Turn Yo Clip Up
Sortie : 14 juillet 2023
3. Hold Me
Sortie : 19 août 2023

Rocket Power est le deuxième album studio du rappeur américain Quavo sorti le 18 août 2023.

## Contexte
L'album est dédié à Takeoff, neveu de Quavo, tué par balle fin 2022. Les deux rappeurs faisaient partie du trio Migos avec Offset. Quavo a décrit la création de l'album comme une forme de thérapie pour lui, écrivant :
''Cet album est pour le Rocket, nos vrais fans et c'est aussi ma thérapie. Cet album est le reflet fidèle de ce que je ressens en ce moment. Parfois je suis bien, parfois je suis déprimé, parfois je suis déçu, parfois je m'effondre mais je retrouve toujours de la force. Je sais que tout ne va peut-être pas bien en ce moment, mais Rocket m'a montré un moyen d'arranger les choses ! Le Rocket Power me permet de continuer. Le Rocket Power me donne du carburant. Le Rocket Power nous aidera tous à surmonter tout ce que nous traversons",,.
Le projet contient des collaborations avec les rappeurs Takeoff, Future, Young Thug, Hunxho et BabyDrill,.

## Liste des pistes
| 1.    | Fueled Up                                     | Murda Beatz, Kenny Beats                              | 3:08 |
| 2.    | Patty Cake (feat. Takeoff)                    | DJ Durel, TheLabCook                                  | 2:13 |
| 3.    | Mama Told Me                                  | Koncept P, Tweek Tune                                 | 2:25 |
| 4.    | Who Wit Me                                    | BNYX®, BEAUTIFULMVN                                   | 2:21 |
| 5.    | Narkedo Speaks                                | BNYX®                                                 | 0:54 |
| 6.    | Hold Me                                       | BNYX®, Aldae, Jimmie Gutch                            | 2:21 |
| 7.    | Where Can I Start                             | B100, Cheeze Beatz, Go Grizzly, Squat Beats           | 2:29 |
| 8.    | Wall To Wall                                  | Murda Beatz, Felix Leone, Jack Uriah, Pooh Beatz      | 2:42 |
| 9.    | Turn Yo Clic Up (feat. Future)                | Atake, Sluzyyy, Basobeats, Macshooter                 | 3:50 |
| 10.   | Back Where It Begins (feat. Future & Takeoff) | BabyWave, Nejdos, Wheezy                              | 3:50 |
| 11.   | 11.11                                         | Cheeze Beatz, Go Grizzly, Jambo                       | 2:30 |
| 12.   | Galaxy                                        | Alex Lustig, Pooh Beatz                               | 2:39 |
| 13.   | Disciples                                     | Murda Beatz, Bitton                                   | 2:48 |
| 14.   | Focused (feat. Young Thug)                    | Buddah Bless                                          | 3:57 |
| 15.   | Stain (feat. Hunxho & BabyDrill)              | BNYX®                                                 | 3:46 |
| 16.   | Not Done Yet                                  | Isaiah Tejada, SkipOnDaBeat, The Monsters & Strangerz | 2:20 |
| 17.   | Rocket Power                                  | Murda Beatz, BNYX®, Dez Wright, Schylar O’Neal        | 3:36 |
| 18.   | Greatness                                     | Al Geno                                               | 3:05 |
| 51:03 |                                               |                                                       |      |